# Espolada Hokkaido
L' Espolada Hokkaido (エスポラーダ北海道?) è una squadra giapponese di calcio a 5, con sede in Hokkaidō. Milita in F. League.

## Storia
Fondata nel 2008, milita nella F. League, la massima serie del campionato giapponese di calcio 5.

## Colori e simbolo

### Colori
I colori della maglia dell'Espolada sono l'azzurro e il bianco.